# Junior Eurovisiesongfestival 2020
Het Junior Eurovisiesongfestival 2020 was de 18e editie van het Junior Eurovisiesongfestival. Frankrijk won het festival met het lied J'imagine, gezongen door Valentina.

## Gastland

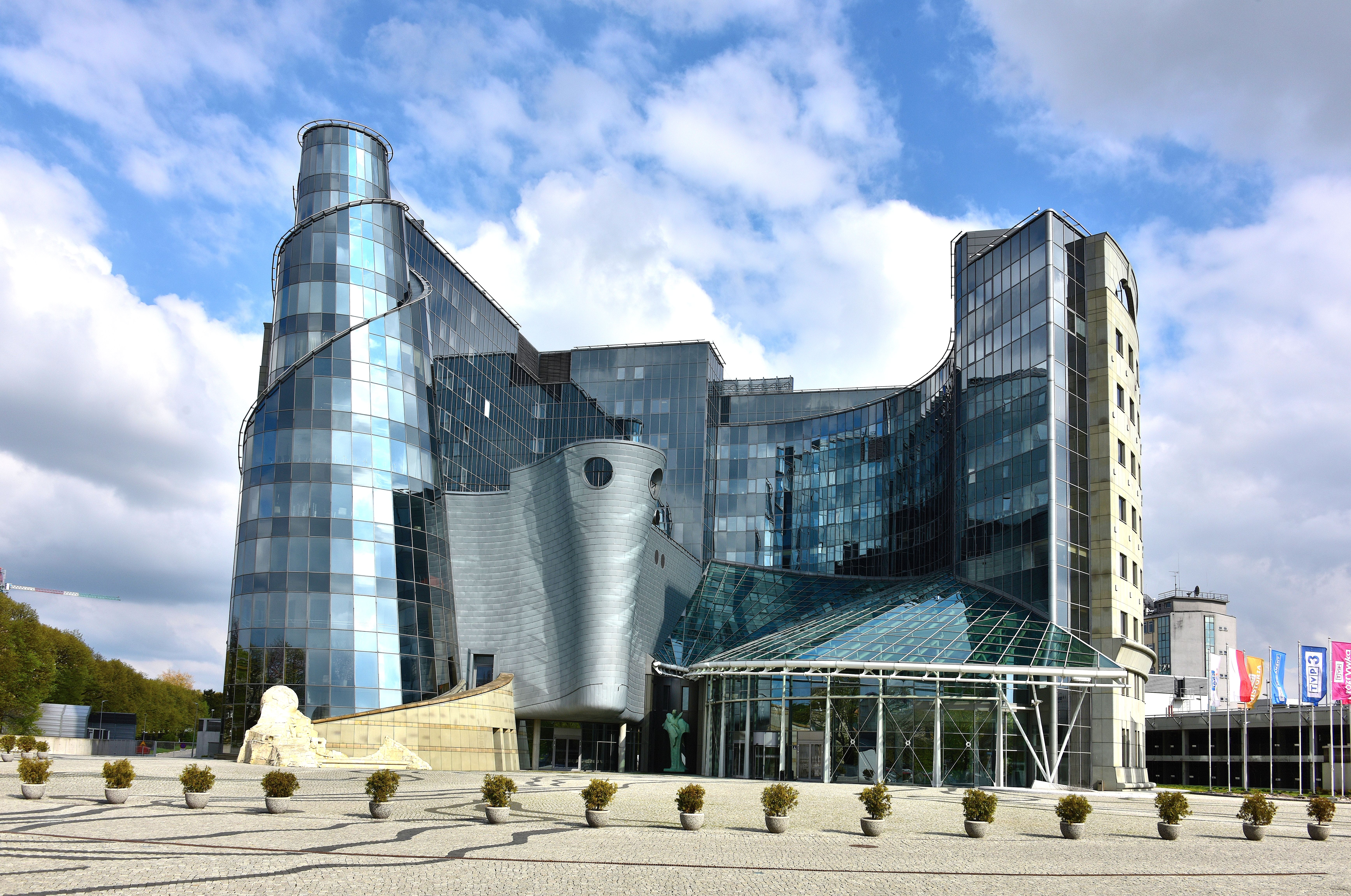
Het hoofdkwartier van TVP, de locatie van het festival.

Er waren meerdere kandidaten voor de organisatie van het Junior Eurovisiesongfestival 2020. Tijdens de persconferentie na het Junior Eurovisiesongfestival 2019 gaf de directeur van de TVP, Jacek Kurski, aan het Junior Eurovisiesongfestival nog een keer te willen organiseren, na de winst van Polen in eigen land. Ook Kazachstan toonde interesse om het Junior Eurovisiesongfestival 2020 te organiseren. Uiteindelijk werd dit bod afgewezen omdat Kazachstan geen lid is van de EBU. De Spaanse openbare omroep TVE toonde na de finale van het Junior Eurovisiesongfestival 2019 ook interesse in de organisatie van het evenement. Er kwam echter nooit een officiële kandidaatstelling.
Op 5 maart 2020 bevestigde de EBU dat Polen voor de tweede keer op rij het gastland van het Junior Eurovisiesongfestival zou zijn.

## Locatie
Tijdens de liveshow van Eurovision: Europe Shine a Light op 16 mei 2020 maakte Wiktoria Gabor, de Poolse winnares van het Junior Eurovisiesongfestival 2019, het logo en de gaststad bekend. Het festival zal dit jaar in de Poolse hoofdstad Warschau georganiseerd worden, in studio 5 van de organiserende omroep Telewizja Polska.
In tegenstelling tot voorgaande jaren zullen de deelnemers echter niet tijdens het festival naar het gastland afreizen om hun lied ten gehore te brengen. In plaats daarvan namen ze elk van tevoren een optreden op in een studio. Dit vanwege de uitbraak van SARS-CoV-2. De meeste deelnemers deden dit in het land waarvoor ze uitkomen, maar de optredens van Malta, Servië en Oekraïne zijn opgenomen in Polen zelf.Met behulp van deze opnames werd de uitzending voor dit jaar samengesteld. Deze bestond uit een compilatie van de ingestuurde liedjes, gevolgd door de bekendmaking van de uitslag. Het was op deze manier tevens mogelijk om het festival zonder publiek te organiseren, iets dat bij het gewone Eurovisiesongfestival niet mogelijk was, met als gevolg dat dit in z'n geheel moest worden afgelast.

## Uitslag
| Plaats | Land        | Taal                 | Artiest             | Lied              | Punten |
| ------ | ----------- | -------------------- | ------------------- | ----------------- | ------ |
| 1      | Frankrijk   | Frans                | Valentina           | J'imagine         | 200    |
| 2      | Kazachstan  | Kazachs en Engels    | Karakat Basjanova   | Forever           | 152    |
| 3      | Spanje      | Spaans               | Soleá               | Palante           | 133    |
| 4      | Nederland   | Nederlands en Engels | UNITY               | Best friends      | 132    |
| 5      | Wit-Rusland | Russisch en Engels   | Arina Pechtereva    | Aliens            | 130    |
| 6      | Georgië     | Georgisch en Engels  | Sandra Gadelia      | You are not alone | 111    |
| 7      | Oekraïne    | Oekraïens en Engels  | Oleksandr Balabanov | Vidkryvai         | 106    |
| 8      | Malta       | Engels               | Chanel Monseigneur  | Chasing sunsets   | 100    |
| 9      | Polen       | Pools en Engels      | Alicja Tracz        | I'll be standing  | 90     |
| 10     | Rusland     | Russisch en Engels   | Sofia Feskova       | My new day        | 88     |
| 11     | Servië      | Servisch en Engels   | Petar Aničić        | Heartbeat         | 85     |
| 12     | Duitsland   | Duits en Engels      | Susan               | Stronger with you | 66     |

## 12 punten

### Professionele jury
| Aantal keer 12 | Land        | Gekregen van                  |
| -------------- | ----------- | ----------------------------- |
| 3              | Frankrijk   | Malta, Nederland, Wit-Rusland |
| 3              | Wit-Rusland | Kazachstan, Polen, Servië     |
| 2              | Georgië     | Oekraïne, Spanje              |
| 2              | Kazachstan  | Georgië, Rusland              |
| 1              | Nederland   | Duitsland                     |
| 1              | Servië      | Frankrijk                     |

## Wijzigingen

Deelnemende landen
Landen die in het verleden deelnamen, maar in 2020 afwezig waren

### Debuterende landen
- Duitsland: op 8 juli 2020 maakte KiKA, de gezamenlijke kinderzender van de publieke omroepen ARD en ZDF, bekend te zullen debuteren op het Junior Eurovisiesongfestival.

### Terugtrekkende landen
- Albanië: bij het publiceren van de deelnemerslijst op 8 september 2020 ontbrak Albanië.
- Armenië: hoewel het land op de officiële deelnemerslijst stond, maakte de Armeense omroep ARMTV op 5 november 2020 bekend dat het land niet zal deelnemen omwille van het conflict in Nagorno-Karabach.[3] De omroep had Maléna Fox intern geselecteerd.[4]
- Australië: in juli 2020 maakte de Australische omroep, SBS, bekend dat Australië zich terugtrok naar aanleiding van de COVID-19-reisbeperkingen opgelegd door de Australische overheid.
- Ierland: ondanks dat het land in januari 2020 bevestigde deel te zullen nemen, maakte de Ierse omroep TG4 begin augustus bekend toch niet te zullen deelnemen omwille van de COVID-19-pandemie.
- Italië: bij het publiceren van de deelnemerslijst op 8 september 2020 ontbrak Italië.
- Noord-Macedonië: de Macedonische openbare omroep MRT besliste zich terug te trekken van het festival naar aanleiding van de COVID-19-pandemie.[5]
- Portugal: bij het publiceren van de deelnemerslijst op 8 september 2020 ontbrak Portugal.
- Wales: in juli 2020 bevestigde de Welshe omroep S4C dat Wales zich terugtrok vanwege de COVID-19-pandemie.[6]

Duitsland · Frankrijk · Georgië · Kazachstan · Malta · Nederland · Oekraïne · Polen · Rusland · Servië · Spanje · Wit-Rusland
2003 · 2004 · 2005 · 2006 · 2007 · 2008 · 2009 · 2010 · 2011 · 2012 · 2013 · 2014 · 2015 · 2016 · 2017 · 2018 · 2019 · 2020 · 2021 · 2022 · 2023 · 2024 · 2025

Zie ook: Eurovisiedansfestival · Eurovisiesongfestival · Eurovision Young Musicians · Eurovision Young Dancers · Eurovision Choir